# Kauza lithium

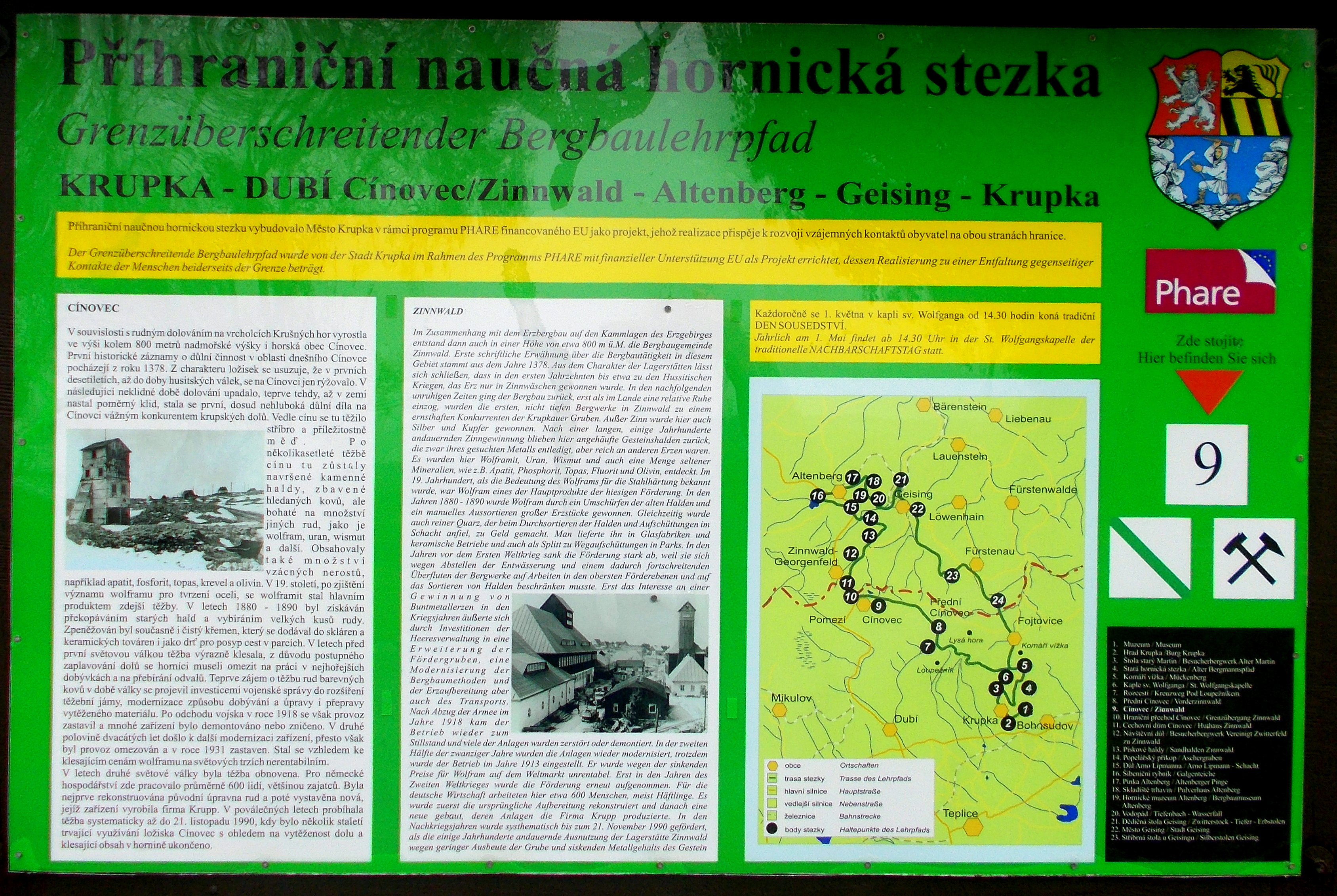
Příhraniční naučná hornická stezka na Cínovci

Kauza Lithium je česká politická aféra, ke které došlo jen několik dní před volbami do Poslanecké sněmovny Parlamentu České republiky 2017. Aféra vznikla kvůli průzkumu ložiska lithia na Cínovci, právům na průzkum ložiska a případné následné těžby. 

## Historie
Začátek kauzy. Dne 2. října 2017 bylo za vlády premiéra Sobotky mezi Jiřím Havlíčkem, ministrem průmyslu a obchodu ČR za ČSSD, a firmou European Metals Holdings Ltd. (EMH) s formálním sídlem na Britských Panenských ostrovech, podepsáno společné memorandum, týkající se těžby a zpracování rudy lithia na Cínovci v okrese Teplice. Firma na svém webu spolu s textem memoranda publikovala vyjádření představitelů města Dubí a tripartity Ústeckého kraje, podporující uzavření této dohody.
16. října 2017: Kauza, resp. posouzení podpisu memoranda s australskými těžaři, byl jediným bodem 61. schůze Poslanecké sněmovny.
1. března 2018: konec kauzy. Ministr průmyslu a obchodu v demisi Tomáš Hüner (nestraník za hnutí ANO) zaslal společnosti European Metals Holdings (EMH) výpověď memoranda o těžbě lithia u Cínovce. Ministr Hüner tento krok během interpelací v parlamentu vysvětlil tím, že prohlášením o neplatnosti memoranda chtěl definitivně ukončit různé dezinterpretace a spekulace. Zhruba měsíc předtím, koncem ledna 2018, ministr oznámil, že má v úmyslu se společností EMH uzavřít dodatek k memorandu. Po kritice ze strany předsedy vlády v demisi Andreje Babiše však Tomáš Hüner od tohoto úmyslu ustoupil.
Dne 18. prosince 2018 provedli kriminalisté z Národní centrály proti organizovanému zločinu (NCOZ) ve státním podniku Diamo zásah, vyšetřování se údajně mělo týkat veřejné soutěže na výkup pozemků v oblasti Cínovce určených pro budoucí těžbu lithia.

## Plány na těžbu lithia na Cínovci
Společnost Geomet s.r.o., jejíž ovládající osobou je European Metals Holdings, má právo provádět výzkumné práce na ložisku Cínovci až do roku 2025, Státní podnik Diamo by tak mohl provádět průzkum až od roku 2025, uvedl. Akcie EHM také k roku 2017 skupuje společnost Arca Capital slovenského finančníka, miliardáře a investora Pavola Krúpy. 
Společnost Geomet později ovládla energetická společnost ČEZ převážně vlastněná státem.

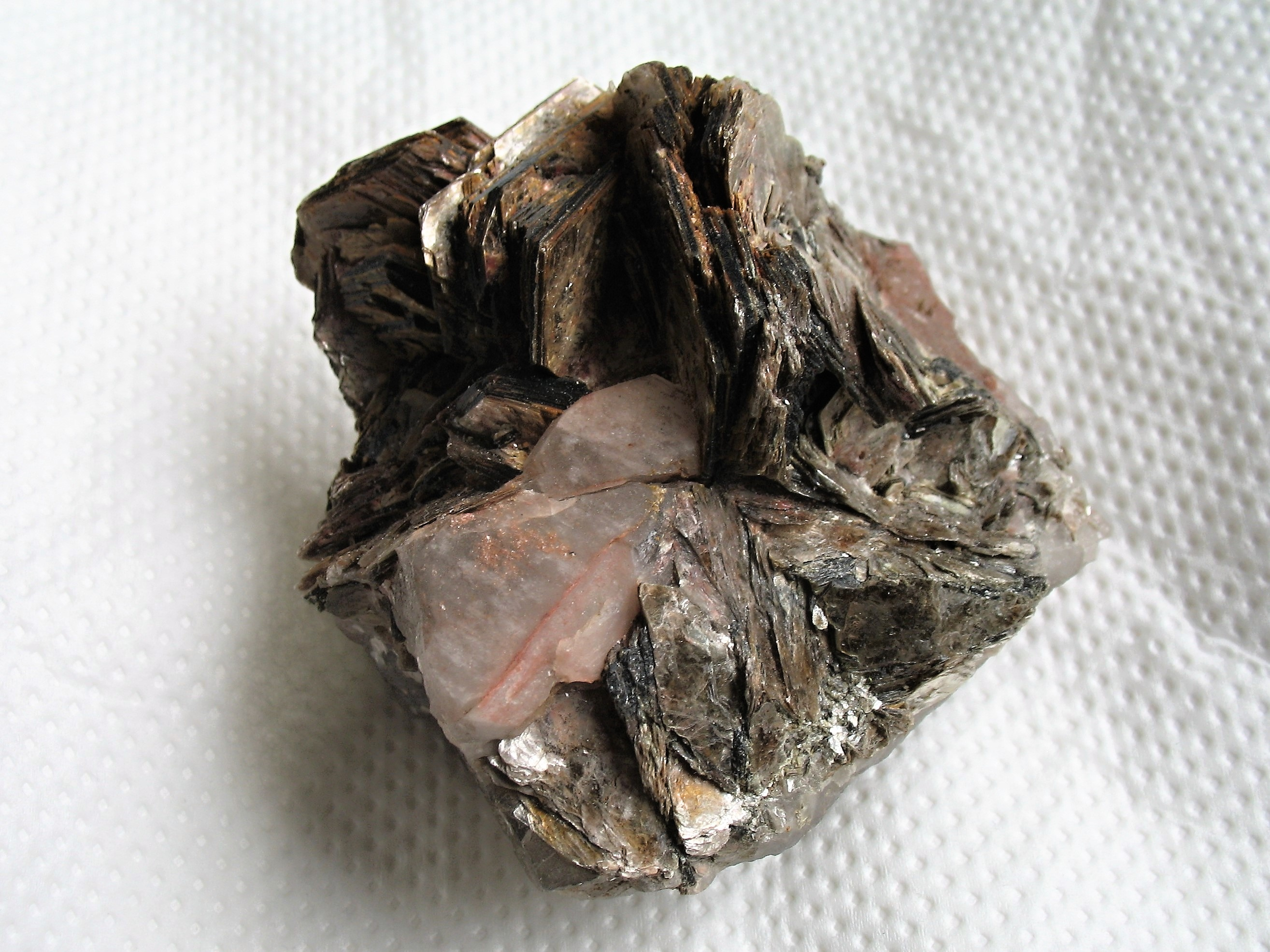
Vzorek cinvalditu (zinnwaldit, lithná slída) z Cínovce

Právě na Cínovci se nachází jedny z největších zásob lithia v celé Evropě, celosvětově se pak zde jedná o zhruba 1,5 % všech zásob této rudy.
Plány počítají s těžbou po dobu 20 let, přičemž 1,8 milionu tun rudy ročně by mělo putovat osmikilometrovým podzemním potrubím do zpracovatelského závodu, který má z rudy vyrobit použitelné lithium.
K záměru se kriticky staví starostové okolních obcí Košťany, Dubí, Teplice a Újezdeček. Obce se červnu 2023 dozvěděly, že v okolí osady Dukla byly prodány soukromé pozemky asi za miliardu korun firmě Geomet, která má v úmyslu na místě postavit závod na zpracování lithia. V prosinci 2023 firma Geomet prezentovala poprvé informaci, že ke zpracování lithia by se do lokality mělo ročně dovážet 50 tisíc tun kyseliny sírové.